# Bistum Palayamkottai
Das Bistum Palayamkottai (lat.: Dioecesis Palayamkottaiensis) ist eine in Indien gelegene römisch-katholische Diözese mit Sitz in Palayamkottai.

## Geschichte
Das Bistum Palayamkottai wurde am 17. Mai 1973 durch Papst Paul VI. mit der Apostolischen Konstitution Romani Pontifices aus Gebietsabtretungen des Erzbistums Madurai errichtet und diesem als Suffraganbistum unterstellt.

## Territorium
Das Bistum Palayamkottai umfasst die im Distrikt Tirunelveli gelegenen Taluks Alangulam, Ambasamudram, Cheranmadevi, Palayamkottai, Pudur, Sankarankoil, Shenkottai, Sivagiri, Tenkasi und Tirunelveli sowie den im Distrikt Thoothukudi gelegenen Taluk Kovilpatti im Bundesstaat Tamil Nadu.

## Bischöfe von Palayamkottai
- Savarinathen Iruthayaraj, 1973–1999
- Jude Gerald Paulraj, 2000–2018
- Antonysamy Savarimuthu, 2019–2025, dann Erzbischof von Madurai
  - Sedisvakanz seit 5. Juli 2025